# L’Amitié
L’Amitié é um álbum de estúdio da cantora francesa Françoise Hardy, lançado em 1965.
Assim como muitos dos primeiros álbuns de Hardy, o disco foi laçado sem título, mas ficou conhecido pelo seu maior sucesso, "L'Amitié", canção que dá nome à edição canadense do álbum. Na Austrália e na Nova Zelândia, foi lançado como The Warm Romantic Voice of Françoise Hardy e, nos Estados Unidos, como Françoise... Françoise Hardy.

## Faixas
Hardy acompanhada pela orquestra de Charles Blackwell.  Exceto onde notado, letras e música foram escritas pela cantora.
1. "Ce petit cœur" – 2:10
2. "Il se fait tard" – 1:42
3. "Tout ce qu'on dit"
Música: Tommy Brown
4. "L'Amitié" – 2:23
Letras: Jean-Max Rivière
Música: Gérard Bourgeois
5. "En t'attendant" – 1:46
6. "Je t'aime" – 2:00
Music written by: Mick Jones
7. "Ce n'est pas un rêve" – 3:00
Título original: "Don't Come Any Closer"
Letras e música: Charles Blackwell
Primeira interpretação: Samantha Jones, 1964
Adaptação em francês: Françoise Hardy
8. "Quel mal y a-t-il à ça?" – 2:36
Título original: "When I Get Through With You"
Lestras e música: Harlan Howard
Primeira interpretação: Patsy Cline, 1962
Adaptação francesa: Françoise Hardy
9. "Tu peux bien" – 1:48
10. "Le temps des souvenirs" – 2:31
Título original: "Just Call And I'll Be There"
Letras e música: Charles Blackwell
Primeira interpretação: P.J. Proby, 1964
Adaptação francesa: Jacques Datin and Maurice Vidalin
11. "Je pensais" – 2:04
12. "Dis-lui non" – 2:26
Título original: "Say It Now"
Letras e música: Robert Douglas Skelton
Primeira interpretação: Bobby Skel,[5] 1964
Adaptação francesa: Françoise Hardy

## References
1. ↑  «Françoise Hardy [1965] - Françoise Hardy | Songs, Reviews, Credits, Awards | AllMusic». AllMusic. Consultado em 2 de agosto de 2015
2. ↑  «Françoise Hardy (L'Amitié) by Françoise Hardy». BestEverAlbums.com. Consultado em 2 de agosto de 2015
3. ↑  «Françoise Hardy - Françoise Hardy». Discogs. Consultado em 2 de agosto de 2015
4. ↑  Françoise Hardy (1965), Allmusic.
5. ↑  Pseudonym of the composer.